# نيا دانياتي
نيا دانياتي (بالإندونيسية: Nia Daniaty)‏ هي ممثلة ومغنية إندونيسية من مواليد 17 أبريل 1964.
اكتسبت دانياتي شهرة بأغنيتها المنفردة "Gelas-Gelas Kaca" وأيضًا من خلال غناء العديد من الأغاني التي كتبها الموسيقي Rinto Harahap. بالإضافة إلى ذلك، ظهرت دانياتي في العديد من المسلسلات والأفلام، بما في ذلك Antara Dia dan Aku ما أدى إلى ترشيحها لجائزة جائزة سيترا لأفضل ممثلة في مهرجان الفيلم الإندونيسي.
أصدرت دانياتي العديد من ألبومات الاستوديو والأغاني في الثمانينيات والتسعينيات خلال مسيرتها المهنية في صناعة الموسيقى المحلية.